# Manfred Klieme
Manfred Klieme (Berlín, 3 de febrer de 1936) és un ciclista alemany, ja retirat, que va córrer durant els anys 50 i 60 del segle xx. Es dedicà principalment a la pista.
El 1960 va prendre part en els Jocs Olímpics de Roma, en què va guanyar una medalla de plata en la prova de persecució per equips, junt amb Siegfried Köhler, Bernd Barleben i Peter Gröning. En el seu palmarès també destaquen quatre campionats nacionals de la RDA en pista.

## Palmarès
- 1959
  - Campió de la RDA de persecució per equips amateur (amb Rolf Nitzsche, Lothar Stäber i Peter Gröning)
- 1960
  -  Medalla de plata als Jocs Olímpics de Roma en persecució per equips
- 1961
  - Campió de la RDA de persecució per equips, junt a Wolfgang Schmelzer, Bernd Barleben i Siegfried Köhler
- 1962
  - Campió de la RDA de persecució per equips, junt a Wolfgang Schmelzer, Bernd Barleben i Siegfried Köhler
  - Campió de la RDA de velocitat per equips, junt a Bernd Barleben